# Akko (ö i Finland, Södra Savolax, Nyslott, lat 61,85, long 29,34)
Akko är en ö i Finland. Den ligger i sjön Puruvesi och i kommunen Nyslott i den ekonomiska regionen  Nyslott  och landskapet Södra Savolax, i den sydöstra delen av landet, 300 km nordost om huvudstaden Helsingfors. Öns största längd är 430 meter i sydöst-nordvästlig riktning.